# Eva Kolníková
Eva Kolníková (Klokočov, 1935. április 20.) szlovák numizmatikus.

## Élete
1960-ban végzett a pozsonyi Comenius Egyetemen. A pedagógiai főiskolán is tanult.
1973-1978 között osztályvezető, 1978-1986 között a SzTA Régészeti Intézetében tudományos titkár.
A Szlovákiai területén előkerült kelta kori és római kori éremhasználat, illetve pénzverés áttekintésével és elemzésével foglalkozott.
A Szlovák Köztársaság Nemzeti Numizmatikai Bizottságának tagja.
Férje Titus Kolník régész volt.

## Elismerései
- 1995 A SzTA Ľudovít Štúr Arany Díszplakettje

## Művei
- 1956 Súpis mincí uložených v Archeologickom ústave SAV v Nitre. Študijné zvesti 1, 35-37.
- 1962 Hromadný nález fenigov v Želiezovciach, Slovensko. Numismatický sborník 7, 317–318.
- 1968 Nález neskororímskych solidov v Bíni, okr. Nové Zámky. Numizmatický sborník X, 5-50.
- 1978 Nálezy mincí na Slovensku III. Bratislava. (tsz. Ľudmila Kraskovská, Jozef Hlinka, Jozef Novák)
- 1978 Keltské mince na Slovensku
- 1980/1991 Rímske mince na Slovensku.
- 1980 Bratislavské keltské mince
- 1981 Prírastky mincí v Archeologickom ústave SAV v roku 1980. AVANS 1980, 139.
- 1984 Prírastky mincí v Archeologickom ústave SAV v roku 1983. AVANS 1983, 124–129. (tsz. Ján Hunka)
- 1985 Prírastky mincí v Archeologickom ústave SAV v roku 1984. AVANS 1984, 135. (tsz. Ján Hunka)
- 1994 Nálezy mincí na Slovensku IV. (szerk.)
- 1996 Prírastky mincí v Archeologickom ústave SAV v roku 1994. AVANS 1994 (tsz. Ján Hunka)
- 2004 Prírastky mincí v Archeologickom ústave SAV v roku 2003. AVANS 2003, 76-79. (tsz. Ján Hunka)
- 2006 Význam mincí z moravského laténskeho centra Němčice nad Hanou pre keltskú numizmatiku. Numismatický sborník 21, 3-56.
- 2015 „Rímska stavba I“ na akropole bratislavského keltského oppida – svedectvo mincí. Slovenská archeológia LXIII/2. (tsz. Margaréta Musilová – Martin Hložek)
- 2015 Eine neue germanische Siedlung und römisch-germanische Niederlassung (?) von Stupava-Mást (Westslowakei). Vorbericht. Slovenská archeológia 63/1, 63-114. (tsz. S. Groh - Kristian Elschek)
- 2016 Laténske a rímske mince zo Zohora na západnom Slovensku - Príspevok k problematike laténskeho a germánskeho osídlenia Pomoravia. Numismatický sborník 28/2, 171-204. (tsz. Kristian Elschek)
- 2017 K osídleniu Chotína v dobe rímskej. Studia Historica Nitriensia 21 - supplementum, 173-193. (tsz. Ján Rajtár – Klára Kuzmová)